# Paul Vixie
Paul Vixie est l'auteur de nombreux programmes informatiques et de nombreuses RFC. Il a contribué au développement de programmes utilitaires pour le système UNIX. Il est notamment l'auteur de SENDS, proxynet, rtty et Vixie cron.
En 1988, il travaille chez DEC lorsqu'il commence à travailler sur le programme BIND, dont il a été le premier auteur jusqu'à la version 8.
Il quitte cette entreprise en 1994 et fonde l'Internet Software Consortium avec Rick Adams et Carl Malamud pour soutenir le développement de BIND et d'autres applications pour Internet.
Par la suite, il fonda son entreprise, Vixie Enterprises.